# Top Model, o Reality
Top Model, o Reality – brazylijski program telewizyjny typu reality show, emitowany na antenie Rede Record od 2 września do 25 listopada 2012, oparty na amerykańskim formacie America’s Next Top Model.

## Opis
Program był prowadzony przez Anę Hickmann i współprowadzony przez Ticiane Pinheiro podczas tygodni castingowych. Premiera miała miejsce 2 października 2012 i przedstawiała 24 uczestników.
Początkowo, program miał być częścią telewizyjnego show Any Hickmann nazwanego Tudo é Possivel, ale powstał jako niezależny program. W tej nowej wersji format programu został zmieniony, aby bardziej odpowiadał brazylijskim widzom. Casting trwał 4 odcinki a finał kręcony był na żywo. Modelki mieszkały z Aną Hickmann w jej domu w Itu, São Paulo. Ana nie była sędzią na panelu, pełniła funkcję prowadzącej. Jurorzy obecni na panelach eliminacyjnych zmieniali się co tydzień.
Miejscem wybranym przez modelki była Aruba.

## Uczestnicy
| Imię i nazwisko   | Funkcja         |
| ----------------- | --------------- |
| Ana Hickmann      | Prowadząca      |
| Ticiane Pinheiro  | Współprowadząca |
| Dudu Bertholini   | Juror           |
| Zeca de Abreu     | Juror           |
| Matheus Mazzafera | Juror           |
| Namie Wihby       | Juror           |
| Gustavo Sarti     | Juror           |

| Miejsce | Imię i nazwisko    |
| ------- | ------------------ |
| 1.      | Camila Andrade     |
| 2.      | Paloma Bicalho     |
| 3.      | Sancler Frantz     |
| 4.      | Eduarda Ferreira   |
| 5.      | Rafaella Rodrigues |
| 6.      | Fernanda Gomes     |
| 6.      | Fátima Correia     |
| 8.      | Viviane Olivera    |
| 9.      | Nathália Gomes     |
| 9.      | Jéssica Nobre      |
| 11.     | Tamirys Macedo     |
| 11.     | Jéssica Vaz        |
| 13.     | Luana Reichert     |
| 14.     | Lívia Studart      |